# Parametr asymetrii
Parametr asymetrii – wielkość określająca anizotropię funkcji fazowej rozpraszania na pojedynczej cząstce. Parametr asymetrii g jest pierwszym momentem funkcji fazowej względem cosinusa kąta rozpraszania i dany jest wzorem
{\displaystyle g=\iint {\frac {P(\Theta )}{4\pi }}cos(\Theta )d\Omega ,}
gdzie:
{\displaystyle P(\Theta )} – funkcja fazowa zależna od kąta rozpraszania {\displaystyle \Theta ,}
{\displaystyle \Omega } – kąt bryłowy.
Parametr asymetrii zmienia się w przedziale od -1 do 1, przy czym wartość:
- -1 oznacza, że całe promieniowanie jest rozpraszane wstecznie,
- 0 oznacza, że połowa promieniowania rozpraszana jest wstecznie a połowa do przodu (rozpraszanie Rayleigha),
- 1 oznacza, że całe promieniowania jest rozpraszane do przodu.

Parametr asymetrii na ogół rośnie wraz z rozmiarem częstki rozpraszającej (parametrem wielkości). Wartość parametru asymetrii w przypadku kropel chmurowych zmienia się na ogół w przedziale od 0,75 do 0,9, zaś w przypadku aerozolu atmosferycznego od 0,55 do 0,7.